# Куллекул
Куллекул (баш. Күллеҡул) — деревня в Благоварском районе Республики Башкортостан Российской Федерации. Входит в состав Удрякбашевского сельсовета.

## География

### Географическое положение
Расстояние до:
- районного центра (Языково): 35 км,
- центра сельсовета (Удрякбаш): 7 км,
- ближайшей ж/д станции (Благовар): 10 км.

## Население
| 2002 | 2009 | 2010 |
| ---- | ---- | ---- |
| 148  | ↗172 | ↘153 |

Национальный состав
Согласно переписи 2002 года, преобладающая национальность — татары (92 %).

## Религия
В деревне есть мечеть.